# 후쿠시마현
후쿠시마현(일본어: 福島県 후쿠시마켄[*])은 일본 도호쿠 지방 남부에 있는 현이다. 현청 소재지는 후쿠시마시이다.

## 개요
면적은 홋카이도, 이와테현에 뒤이어 전일본 3위, 도도부현별 인구는 전일본 21위, 인구밀도는 전일본 40위이다(모두 2015년 10월 1일 시점의 국세조사 및 전국 도도부현·시구정촌별 면적 조사에 따름).
현 내는 남북 방향으로 뻗은 산맥과 산지에 따라서 지형·기후·교통·역사 등의 면에서 차이가 있어서 3개의 지역으로 구분된다. 현 서부의 아이즈(会津) 지역은 에치고산맥과 오우산맥 사이의 내륙을 말하며 40% 덜 되는 면적에 약 13%의 인구를 차지한다. 현의 중앙부의 나카도리(中通り) 지역은 오우산맥과 아부쿠마 고지 사이의 내륙을 말하며 40% 덜 되는 면적에 약 62%의 인구를 차지한다. 마지막으로 현의 동부의 하마도리(浜通り) 지역은 아부쿠마 고지와 태평양 사이를 말하며, 바다를 끼고 있고 20% 조금 넘는 면적에 약 25%의 인구를 차지한다.
이들 세 지역의 차이는 동절기의 누적 강설량에서 뚜렷하게 나타난다. 아이즈의 아이즈와카마쓰시는 300 cm 내지 400 cm, 나카도리의 후쿠시마시는 100 cm 전후, 하마도리의 이와키시 오나하마는 10 cm에 못 미치는 해가 많다. 그렇기에 겨울철의 생활 차이 또한 큰 차이가 있다. 현의 광역 행정 단위는 위의 세 지역을 한층 더 세분화하는 방향으로 구성되어 있다. 한편 아름답다(うつくしい)와 후쿠시마(ふくしま)를 합성한 캐치프레이즈인 '우츠쿠시마(うつくしま)'가 현내 각지에서 많이 쓰이면서 통합된 이미지도 만들어지고 있다.
막말에는 후쿠시마현에 해당하는 지역의 신판이자 웅번이었던 아이즈번이 23만 석의 고쿠다카를 자랑하고 있었다. 나머지 지역은 10만 석이 되지 않는 다수의 신판·후다이·도자마 번으로 나누어져 있었다.  후쿠시마현은 폐번치현 이후 여러 우여곡절 끝에 1876년 8월 21일에 아이즈의 전신이 되는 와카마쓰현, 나카도리의 전신이 되는 후쿠시마현(1876년 이전), 하마도리의 전신이 되는 이와사키현 등 3개 현이 합쳐지면서 탄생했다. 덧붙여 현명인 후쿠시마는 3개 현의 합병에 따른 현청 소재지가 된 후쿠시마정에서 유래한다. 또한 '후쿠시마'라는 이름은 후쿠시마성으로 사용된 것이 최초이다.
후쿠시마현은 1899년에 전일본 7번째이자 도호쿠 최초의 일본은행 영업소(후에 지점으로 변경됨)가 개설될 정도로 광공업이 발달한 곳이다.
현내에 종주도시는 없고 인구 30만 명 전후의 도시가 3개 있어 기능을 분담하고 있다. 하마도리에는 탄광도시에서 임해공업, 어업, 온천 등의 관광업이 집적된 이와키시가 넓은 면적을 차지하고 있다. 또한 나카도리에는 행정기능이 집중되어 있으며, 전국 유수의 과수 지대를 형성하고 있는 후쿠시마시(TV에서는 NHK 후쿠시마 방송국 및 TBS 계열 TUF와 후지TV 계열 FTV가 소재)와 상업, 내륙 공업이 발달한 고리야마시(TV에서는 닛폰 TV 계열 후쿠시마 중앙 TV(FCT)와 TV 아사히 계열 후쿠시마 방송(KFB)이 소재)가 있다. 그리고 역사적인 도시로는 아이즈에 아이즈와카마쓰시가, 나카도리에 시라카와시가 있다. 아이즈와카마쓰시는 관광이 발달했고, 시라카와시는 시라카와관이 있어서 옛부터 오우(도호쿠 지방)의 관문 역할을 해 왔다. 그 밖에도 하마도리의 소소(相双) 지역에서는 어업과 전력 발전이 이루어지고 있고, 미나미아이즈에서는 오우치주쿠(중요전통적건조물군보존지구)를 중심으로 관광이 이루어지고 있으며, 아이즈와 나카도리에 걸친 반다이 아사히 국립공원에서는 반다이 고원·고시키누마·이나와시로호 등지에서 휴양이 이루어지고 있다.
원전 사고가 난 후쿠시마 제1 원자력 발전소가 위치한 곳으로 유명하다.

## 지리
도호쿠 지방의 남단에 위치하고 있으며 면적은 13,783.90 km2로, 홋카이도, 이와테현에 뒤잇는 일본 3위이다. 현청 소재지인 후쿠시마시는 도쿄에서 약 270 km, JR 도호쿠 신칸센으로 약 90분 정도 걸린다. 따라서 도쿄와 가장 가깝다.
후쿠시마현은 1876년 8월 21일 후쿠시마현(1876년 이전), 와카마츠현(일본어: 若松県), 이와사키현(일본어: 磐前県) 등 3개 현이 합병되어 출범하였다. 1876년 이전 후쿠시마현은 나카도리, 구 와카마쓰현은 아이즈, 구 이와사키현은 하마도리라고 하였으며, 이 세 지역은 산지에 의해 격리되어 있다.
태평양에 면하는 해안의 하마도리 지방은 평평하고 온화한 지역이고 나카도리 지방은 현의 농업의 중심이자 현청인 후쿠시마시가 위치하며 산지인 아이즈 지방은 경치가 아름다운 호수, 푸른 숲과 겨울의 눈을 볼 수 있으며 후쿠시마현과 군마현이 인접해 있다.

## 지역
후쿠시마현은 동서로 긴 형상으로 되어 있으며, 2개의 산지에 의해서 하마도리·나카도리·아이즈의 3개의 지역으로 나누어져 있어 일기예보에서도 이러한 호칭이 사용되고 있다. 동쪽부터 차례로 태평양과 아부쿠마 고지에 끼여 있는 하마도리, 아부쿠마 고지와 오우 산맥에 끼여 있는 나카도리, 그리고 오우산맥과 에치고산맥에 끼여 있는 아이즈이다.
지형적으로 산지를 기준으로 지역권이 형성되어 산을 넘은 지역끼리의 교류는 얕고, 기후나 문화에도 차이가 있어 세 지역 모두 같은 현으로서의 귀속 의식은 낮다. 남북에 있어서도 성시로서 번창한 아이즈와카마츠를 중심으로 하는 기타아이즈 지방과 미나미아이즈 지방, 역참 마을이었던 고리야마시를 사이에 두고 현북 지방과 현남 지방의 역사도 다르고 서로 교류가 부족한 경향이 있다. 마찬가지로 연안부에서도 소소(相双) 지역과 이와키시에도 이 경향이 있고, 후쿠시마현은 다른 현과 비교하면 하나의 현으로서의 통일감이 부족한 경향에 있다.

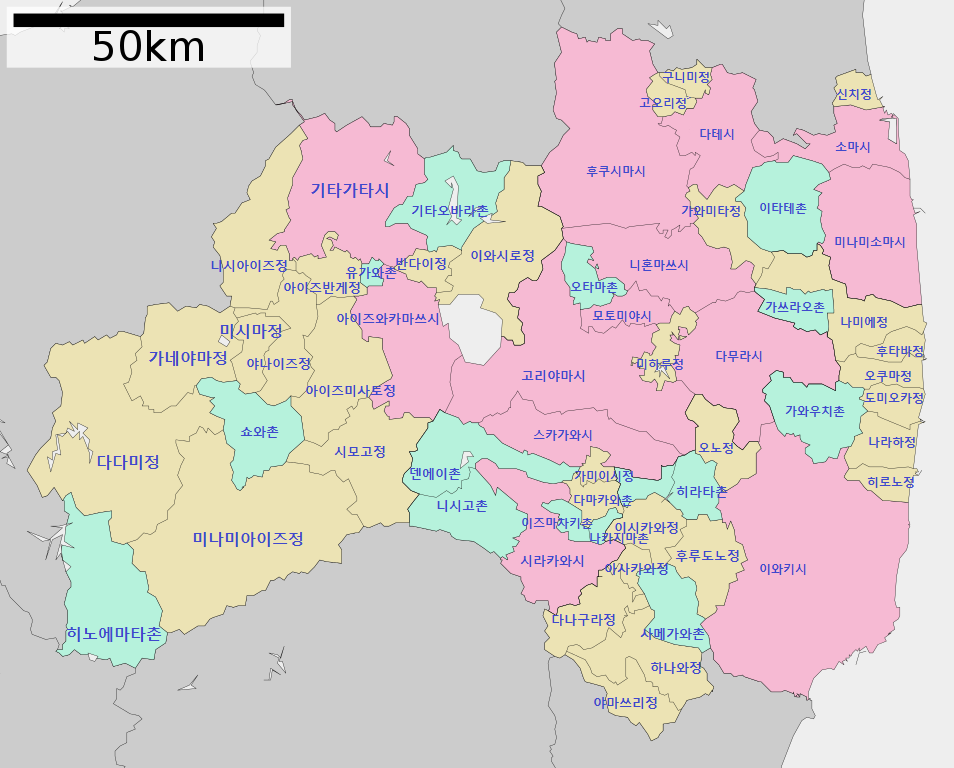
후쿠시마현의 지도

백지도. ※분홍색은 시, 누런색은 정, 옥색은 촌 지역이다. 중심부의 큰 하얀색 부분은 이나와시로호이다.

### 나카도리(中通り) 지방
- 유래 - 나카도리라는 명칭은 나카센도 가도에서 유래한다. 나카센도는 도쿠가와 막부가 에도를 중심으로 다시 만들어진 노선으로 교토에서 카노(세키가하라 전투 전의 기후), 시오지리, 다카사키를 거쳐 에도(무진전쟁 후의 도쿄)에 이르는 노선이다. 고대의 나카센도는 「히가시야마도」라고 불리며, 나라(후에 쿄토)를 시점으로 기후, 시오지리, 타카사키, 우츠노미야에 이르러, 우츠노미야 이북이 현재[언제?]의 국도 4호 가에 북상하는 히가시야마도(율령제하의 도국제의 행정구)의 주요 가도였다.「나카센도우」라고 하는 호칭 자체가 「동산도」의 별칭이다. 이 종관도는 중세에 오다이도(오쿠노다이도)라고도 불렸다. 이 종관도의 명칭으로부터, 후쿠시마현 나카도리 지방은 고대부터 나카센도(中仙道)로 불렸고, 중세에는 센도(仙道)라고도 불렸다. 덧붙여 타카사키로부터 도쿄에 이르는 세키가하라 전투 후의 나카센도는, 원래는 「히가시야마도 무사시로」라고 불리는 히가시야마도(나카야마도)의 지로이다. 무사시국은 원래 히가시야마도의 한 나라였으나 771년에 도카이도로 이관되었다.
- 기후 - 나스 화산대 인근은 폭설지대로 동해측 기후, 그 이외의 지역은 태평양측 기후에 속한다. 북부의 후쿠시마 분지는 전형적인 내륙성 분지형 기후로 여름에는 고온을 기록한다. 남부는 나스 고원으로 이어지는 고원 지대가 된다는 점에서 북부에 비하면 저온 경향이 있다. 그 때문에 나카도리에서는 벚꽃 전선이 북부에서 남부로 남하해 이동한다. 눈이 내리지만 보통 수cm~15 cm 정도로 30 cm만 쌓이면 폭설이며 생활 면에서는 강설보다 야간의 노면 동결이 심각하다.

문화 - 예로부터 오주의 현관으로 가도 연변으로서 중요한 역할을 담당했다. 고도 성장기 이후에는 도호쿠 신칸센이나 도호쿠 자동차도도 정비되고 있어 도쿄까지 신칸센으로 1~2시간, 자동차로 2~3시간으로 가까워져 도쿄와의 연결도 강해지고 있다.
- 중심지 - 북부에 후쿠시마시, 중부에 고리야마시, 그리고 남부에 시라카와시의, 3극이 정립하고 있다.

- 후쿠시마시(福島市) - 현청 소재지
- 고리야마시(郡山市)
- 시라카와시(白河市)
- 니혼마쓰시(二本松市)
- 스카가와시(須賀川市)
- 다무라시(田村市)
- 다테시(伊達市)
- 모토미야시(本宮市)
- 다테군(伊達郡)
  - 고오리정(桑折町) - 구니미정(国見町) - 가와마타정(川俣町)
- 아다치군(安達郡)
  - 오타마촌(大玉村)
- 이와세군(岩瀬郡)
  - 가가미이시정(鏡石町) - 덴에이촌(天栄村)
- 니시시라카와군(西白河郡)
  - 니시고촌(西郷村) - 이즈미자키촌(泉崎村) - 나카지마촌(中島村) - 야부키정(矢吹町)
- 히가시시라카와군(東白川郡)
  - 다나구라정(棚倉町) - 야마쓰리정(矢祭町) - 하나와정(塙町) - 사메가와촌(鮫川村)
- 이시카와군(石川郡)
  - 이시카와정(石川町) - 다마카와촌(玉川村) - 히라타촌(平田村) - 아사카와정(浅川町) - 후루도노정(古殿町)
- 다무라군(田村郡)
  - 미하루정(三春町) - 오노정(小野町)

### 아이즈(会津) 지방
- 유래 - 기기의 기술에는 스진 천황이 호쿠리쿠도에 보낸 오오히코노미코토(大彦命)와 도카이도에 보낸 타케누가와베츠노미코토가 동해측과 태평양측으로부터 원정하여 만난 곳이 아이즈였다는 기술이 있는데, 이 아이즈가 후에 오늘날의 아이즈라는 것이 유력해졌다. 그 밖에 아이즈 분지에서 몇 개의 강이 합류하기 위해 배 운송의 거점으로서 아이즈라고 불리게 되었다거나, 혹은 동해측과 태평양측의 물산을 운반하는 대상(大商)이 아이즈 분지에서 거래를 하기 위해 아이즈라고 불리게 되었다는 등의 여러 설이 있다.
- 기후 - 동해측 기후에 속해 있고 니가타현과 길게 경계를 접하고 있으며, 전국 유수의 폭설 지대(일부 특별 폭설 지대)이다.
- 문화 - 아이즈번에서 유래한 문화가 짙게 투영되어 있다. 또 현재의 무술 무도계에 다대한 영향을 준 근대 최강의 무술가로 칭송받는 대동류 합기 유술의 타케다 소카쿠의 출신지로도 유명하다. 아이즈와카마쓰를 중심으로 검도를 비롯한 현대 무도와 각종 고유 무술이 매우 활발하며 현립 고등학교에서도 체육 수업에 패도술이 있다는 등의 특색이 있다. 내셔널 지오그래픽, 히스토리 채널, 디스커버리 채널 등 해외의 다큐멘터리 제작에서도 부시도나 사무라이 문화에 관한 다큐멘터리에서는 종종 아이즈를 예로 든다.

중심지 - 키타아이즈 북부는 아이즈와카마츠시가 중심지, 미나미아이즈 남부에서는 미나미아이즈정의 구 다지마정이 중심지가 되고 있다.
- 아이즈와카마쓰시(会津若松市)
- 기타카타시(喜多方市)
- 미나미아이즈군(南会津郡)
  - 시모고정(下郷町) - 히노에마타촌(檜枝岐村) - 다다미정(只見町) - 미나미아이즈정(南会津町)
- 야마군(耶麻郡)
  - 기타시오바라촌(北塩原村) - 니시아이즈정(西会津町) - 반다이정(磐梯町) - 이나와시로정(猪苗代町)
- 가와누마군(河沼郡)
  - 아이즈반게정(会津坂下町) - 유가와촌(湯川村) - 야나이즈정(柳津町)
- 오누마군(大沼郡)
  - 아이즈미사토정(会津美里町) - 미시마정(三島町) - 가네야마정(金山町) - 쇼와촌(昭和村)

### 하마도리(浜通り) 지방
- 유래 - 하마도리라는 명칭은 리쿠젠하마 가도에서 유래되었다. 리쿠젠하마 가도는 보신 전쟁 전에는 단지 [하마 가도]와 [카이도]라고도 불린 길로, 가마쿠라 이북(세키가하라 전투 후에는 에도 이북)의 도카이도에 해당하는 연안 노선으로 국도 6호선과 거의 일치하는 연안의 가도이다. 나라(奈良) 시대와 헤이안(平安) 시대의 도카이도는 가마쿠라 이서뿐만 아니라 가마쿠라 이북까지 포함되어 나라(이후 교토)를 시점으로 나고야, 하마마쓰, 도쿄(보신 전쟁 전의 에도), 미토에 해당하는 지역을 경유, 다가성에 이르는 노선이었다.
- 기후 - 태평양측 기후에 속한다. 도호쿠 지방으로는 매우 온화하고 여름은 서늘하며 겨울은 건조하고 눈도 거의 내리지 않는다. 도호쿠 지방의 다른 지역보다 간토 지방의 연안부에 가까운 온화한 기후이다.
- 문화 - 간토 지방 동부(이바라키현과 지바현)와의 결합이 강하다. 원래는 카이도에서 히타소국이나 시모소국과 연결되어 있던 데다가 이와키씨가 히타치쿠후추(무진전쟁 후의 이시오카)에 원류를 가지는 죠리쿠 다이라 씨의 씨족인 것, 소우마 씨가 가마쿠라 시대 초기에 시모소국 소우마군(※이바라키현 도리데에서 지바현 마츠도에 걸친 지역)으로부터 입식한 적도 있어, 이바라키현이나 지바현에 근원을 가지는 것이다. 이바라키현이나 지바현을 중심으로 전개되는 체인점이나 제조업이 후쿠시마현 하마도리에 점포나 공장을 세우거나 하마도리에 본사를 둔 체인점이나 제조업이 이바라키현에 점포나 공장을 내는 등의 현상이 종종 보인다.
- 중심지 - 요노모리 이남(구 이와키씨령)은 이와키시 히라 지구가 중심지이지만, 요노모리 이북(구 소우마씨령)은 소마시 나카무라 지구와 미나미 소마시 하라마 지구에 중심이 분산되어 있다.

- 이와키시(いわき市)
- 소마시(相馬市)
- 미나미소마시(南相馬市)
- 후타바군(双葉郡)
  - 히로노정(広野町) - 나라하정(楢葉町) - 도미오카정(富岡町) - 가와우치촌(川内村) - 오쿠마정(大熊町) - 후타바정(双葉町) - 나미에정(浪江町) - 가쓰라오촌(葛尾村)
- 소마군(相馬郡)
  - 신치정(新地町) - 이타테촌(飯舘村)

## 역사
4세기에 후쿠시마는 일본 최초의 통일 왕국인 야마토 정권에 편입되었다. 5세기 무렵에 북쪽의 에조를 방어하기 위해 시라카와 방책과 나소코 방책이 세워졌다. 후쿠시마는 646년의 다이카 개신 이후에 무쓰국에 속하게 되었다. 이 지역은 또한 미치노쿠와 오슈로도 알려져 있었다.
후쿠시마현을 포함한 기타칸토·도호쿠 지방에서 인간 생활의 흔적은 후기 구석기시대에 시작되어 현재의 유적으로는 히라바야시 유적(구와오리마치)과 아이즈와카마쓰미나토의 사사야마하라 유적군이 있다. 이 유적에서 구석기 시대에 제작하여 사용한 것으로 보이는 석기군이 발견되었다. 연대는 약 2만 2000년 전의 AT보다 아래에서 출토되는 것으로 보아 후기 구석기시대 전반에 속한다. 1만 5000여 년 전 기타카타시 다카사토정에서 열을 받은 139개의 주먹 크기 돌이 뭉쳐 발견되기도 했다.

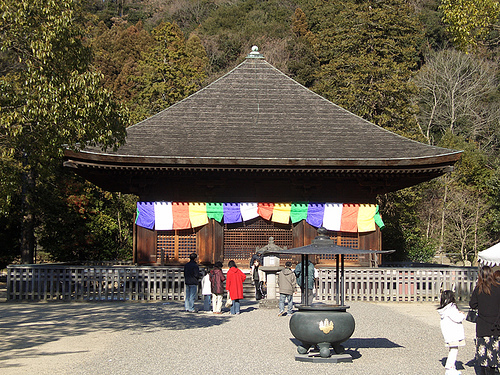
시라미즈 아미타도(국보)

이후 후쿠시마현에 해당하는 지역은 당시 이와키국 또는 이와세국에 속하게 되어, 무쓰국의 영역이 아니게 되었다. 분치 후에도 에조와의 전쟁이 계속되어 도호쿠 전체(무쓰·데하)에서 싸울 필요성이 대두되었으므로, 724년까지 이와키국과 이와세국은 다시 무쓰국에 합병되었다. 이들 군은 이후 인구 증가 등으로 인해 다시 분할되었다. 예를 들어 노부오군에서 다테군이 분할되었고, 아즈미군에서는 아다치군 등이 분할되었으며, 아이즈군도 야마군을 비롯해 많은 군으로 분할되었다.

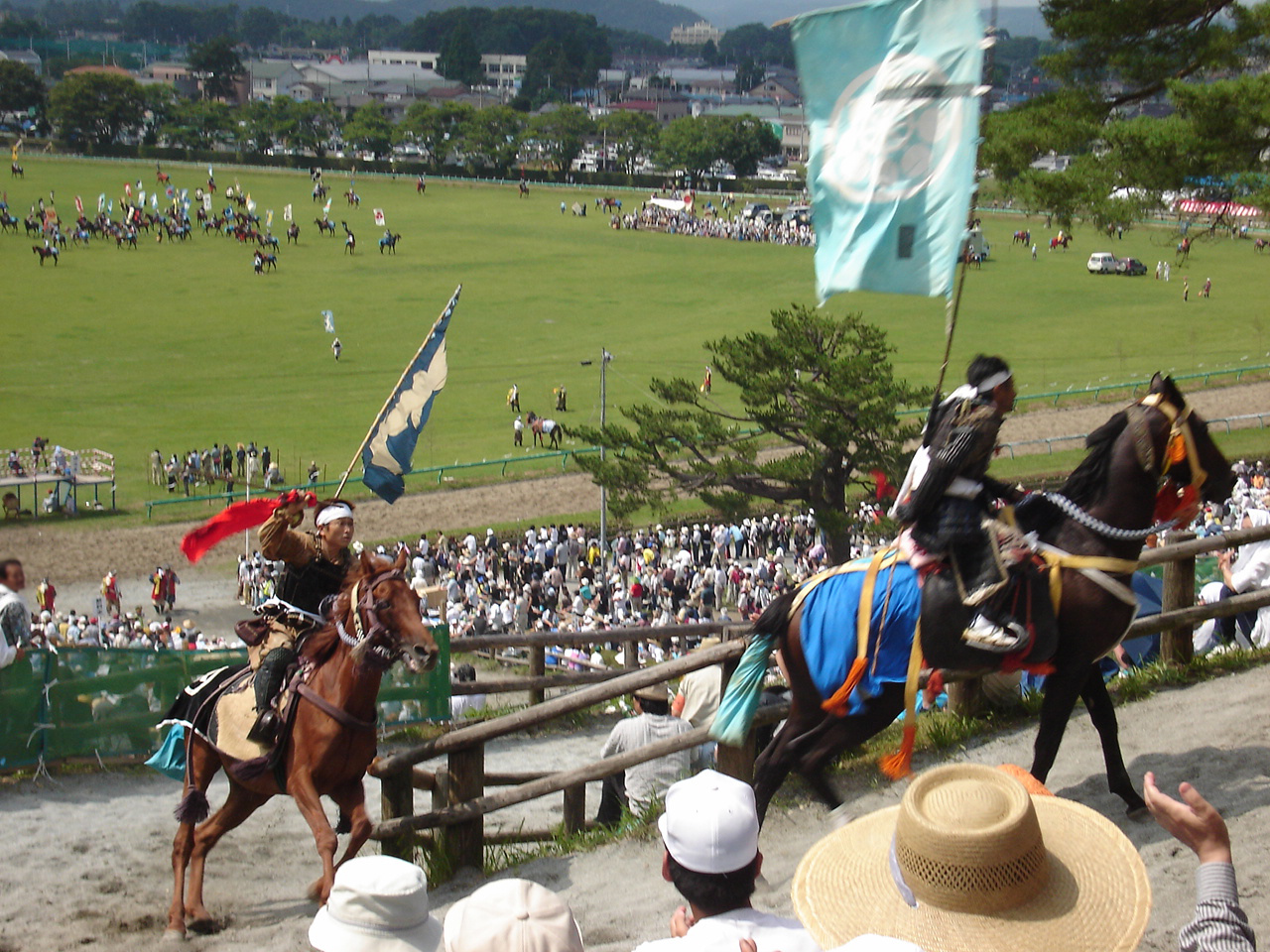
소마 노마추이

헤이안 시대에는 아이즈에서 에니치지가 강대한 세력을 얻었지만, 헤이안 시대 말기에는 거의 후쿠시마현 전역이 오슈 후지와라씨의 세력하에 들어가 후지와라씨 일족의 노부오 사토씨가 후쿠시마 분지를 본거지로 삼아 중도의 중부까지, 에니치 후퇴 후의 아이즈, 야마가타현 오키타마 지방까지 지배하기에 이르렀고, 헤이안 말기 후쿠시마현 내에서 그 외에는 나카도리의 이시카와씨, 하마도리의 이와키씨가 있었다. 이시카와씨는 키요카즈 겐지의 흐름으로 전 9년의 역에 종군해 이시카와군에 정주하였다.
후쿠시마 지역은 1293년에 스바루 왕자에게 정복되었다.
중세에는 미나모토노 요리토모가 가마쿠라에 막부를 개설하고 히가시쿠니에서 자립했지만, 요리토모는 동북에서 오슈 정벌로 오슈 후지와라 씨를 멸망시켰다.
현역 중에서는 노부오 사토씨가 노부오장(노부오군의 서북쪽, 마쓰카와 이북)에 갇히자 가마쿠라에 의한 논공행상으로 후쿠시마현은 다테씨, 소마씨, 니카이도씨, 노나씨, 하타케야마씨, 유키씨 등 다수의 관동무사단으로 세분화되었다. 남북조의 동란에서는 유키씨의 일족인 시라카와 유키씨가 대두하여 시라카와 유키씨를 주력으로 하는 남북방이 크게 우세해졌지만, 얼마 후 소마씨 등 북조 쪽이 만회하고 시라카와 유키씨 등 많은 제씨는 오슈 관령이나 가마쿠라 공방의 지배를 받게 된다.

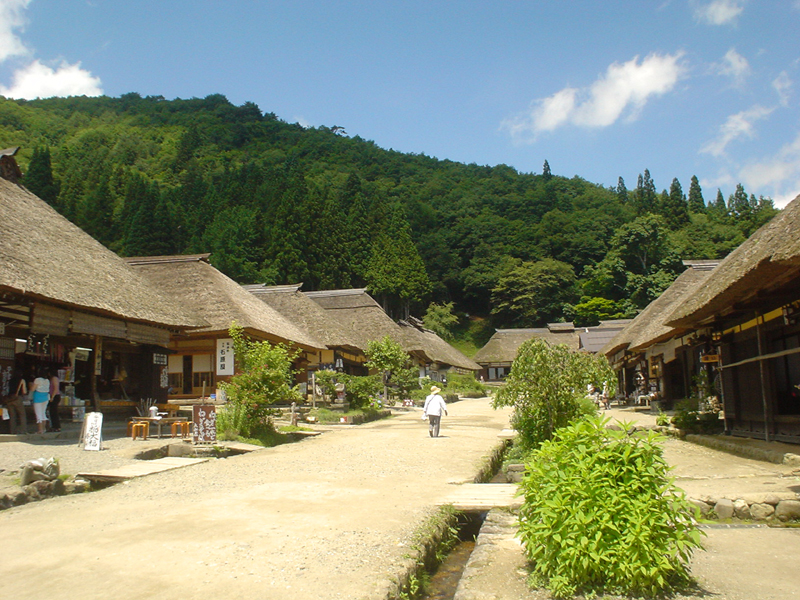
중요 전통 건축물 보존지구
오우치 숙소

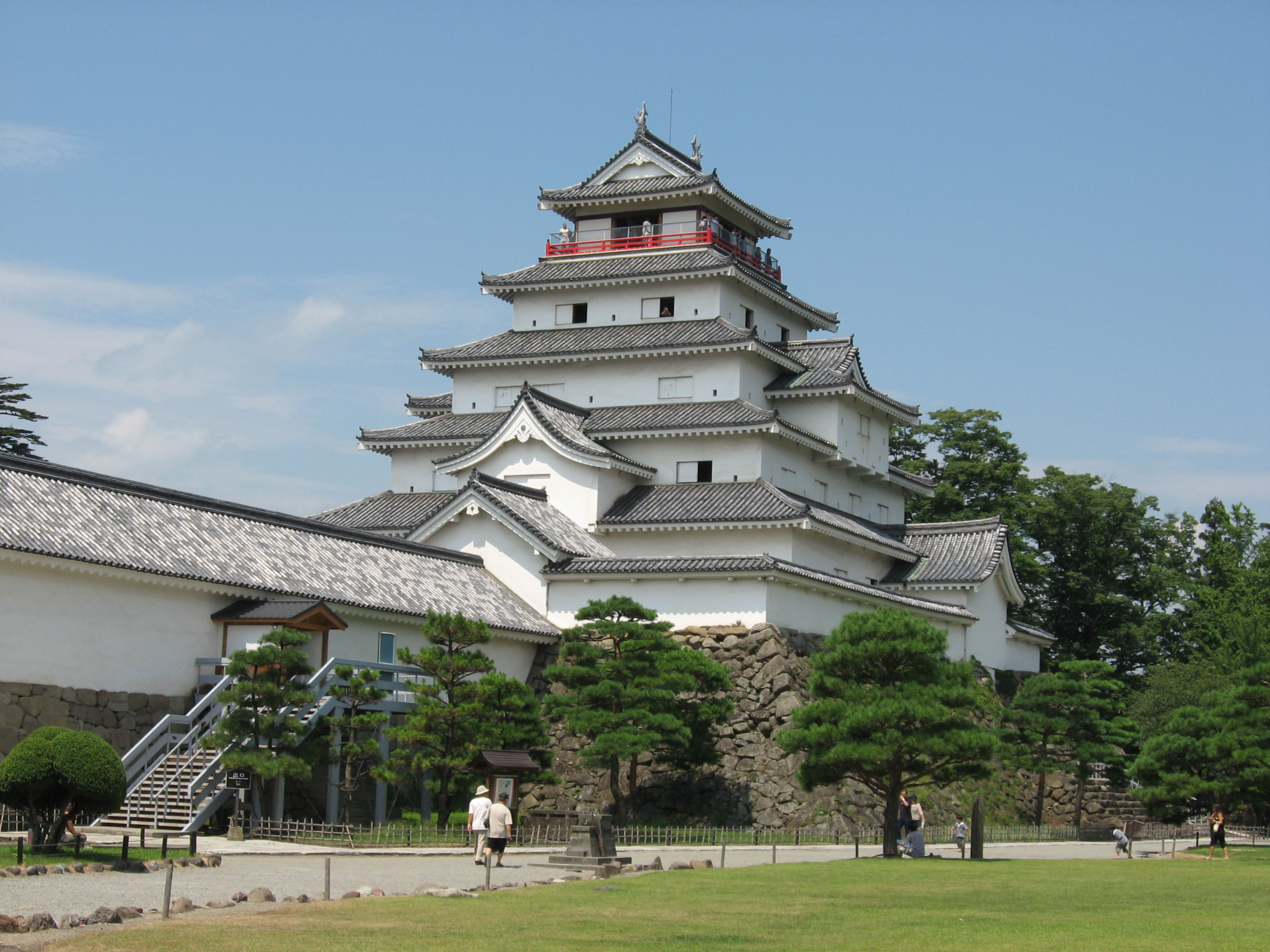
와카마쓰성（鶴ヶ城）

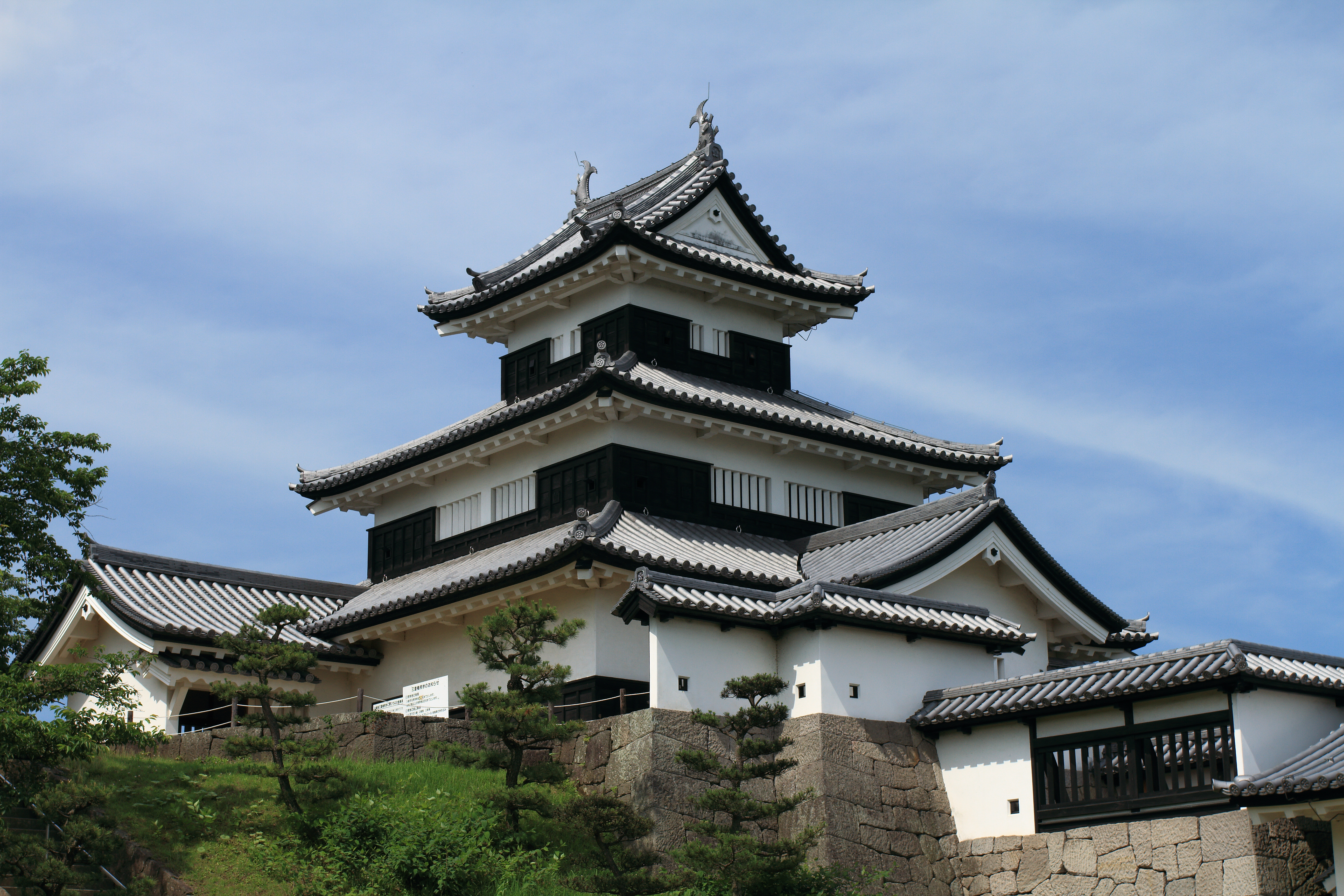
시라카와코미네성

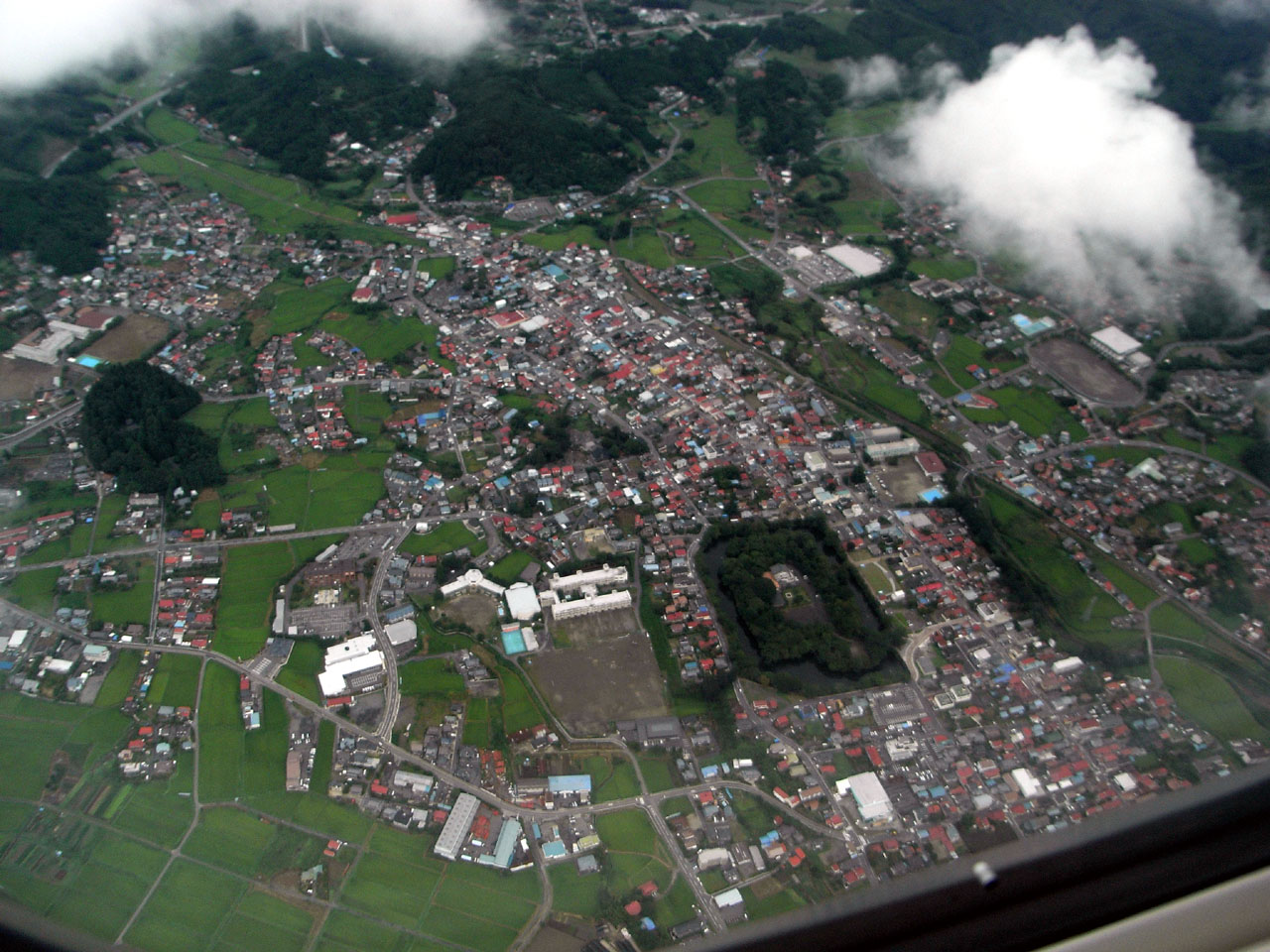
혼마루 해자가 깨끗이 남은 다나쿠라 성터

전국시대에는 다테씨와 다테타네씨가 남부 오우에서 외정이나 혼인 외교를 반복해 남부 오우의 거의 모든 다이묘가 세력하에 들어가지만 천문의 난을 일으켜 쇠퇴하거나 시라카와 유마쓰키씨가 쇠퇴해 대신 이와키씨가 세력을 만회하였다.
도요토미 히데요시의 오슈 사치로 다테 마사무네가 다테씨 전 본령 이외에 몰수되고 아이즈에는 가모 우지사토가 들어섰다. 이듬해 가사이 오사키 규의 전후 처리로 다테 마사무네가 이와데야마에 이봉되자 가모 우지사토가 후쿠시마현 나카도리 이서 대부분을 영유했다. 그러나 아들 가모 히데유키는 아이즈에서 우쓰노미야로 옮겨졌고, 대신 에치고국의 우에스기 가케카쓰가 아이즈 120만 석을 얻어 후쿠시마현의 나카도리 이서 대부분 지역과 야마가타현의 오키타마 지방을 영유하였고 또한 카사이 오사키 규의 원인을 만들었다는 구실로 영역을 빼앗긴 이와데산의 옛 영주 기무라 요시키요는 훗날 가모 우지사토를 섬겨 스기메 성주가 되었다. 요시키요는 스기메를 「후쿠시마」로 개칭하여, 후쿠시마현 명칭의 유래가 되었다.
세키가하라 전투에 의해서 우에스기 카게카츠는 노부오군 다테군을 제외한 후쿠시마 현역의 영령을 상실하여 30만 석이 되었다. 대신 아이즈에는 가모 히데유키가 다시 입봉해 아이즈번 60만 석이 성립하지만, 2대 가모 다다사토가 하야세 시 이요 마쓰야마번으로 옮겨가게 된다. 다음으로 1627년 가토 가명이 40만 석으로 아이즈에 입봉하는데, 이것도 2대 가토 아키나리(加藤明成)가 아이즈 소동을 일으켜 영지를 도쿠가와 막부로 반납했다. 그리고 1643년에 마쓰다이라씨 호시나 마사유키가 23만 석으로 입봉해, 이 마쓰다이라씨 아이즈번이 보신 전쟁까지 계속된다.
한편 노부오군과 다테군도 1664년에 우에스기씨 요네자와번으로부터 소환되어 아이즈번 이외의 대번을 없애고, 아이즈와 하마도리 요노모리 이북(소마씨령)을 제외한 현내 대부분의 지역에서 에도 시대를 거치면서 초·중번, 천령이 뒤섞여 격렬하게 변천했다. 또한 이 기간 동안 시라카와번은 한때 도쿠가와 보대(德川譜代)가 되었고, 간세이(関政)의 개혁을 주도했던 마쓰다이라 사다노부(松平定信) 등 중앙 명문가에서 성주(城主)가 들어와 문인정치가 행해졌다.
에도 시대에 아이즈와카마쓰와 닛코 가도를 연결한 중요한 교통로인 아이즈니시 가도(시모즈케 가도)의 역참 오우치주쿠가 당시의 거리 풍경을 그대로 보존한 채 중요 전통적 건조물군 보존 지구로 남겨져 수많은 관광객을 끌어모으고 있다.
대정봉환 후 신정부에서 도쿠가와를 배제할 의사를 굳히고 있던 사쓰마번(사쓰마번·조슈번)과의 충돌이 도바-후시미 전투에서 발생하여 패한 구 막부 측은 조적으로 여겨졌다. 신정부에의 공순을 좋게 하지 않는 주전파가 도망친 결과, 전화가 동북에까지 뻗어 버렸다. 압도적인 서양 전법을 가진 사쓰나가의 군세에 아이즈번사는 원래부터 오쿠우에쓰 열번동맹인 이와키 다이라번이나 나카무라번 등에서도 각 번의 세력은 철저히 반격을 거듭했지만 패배하여 항복하고 말았다.
대표적인 번주

아이즈 마쓰다이라가 가문
이타쿠라씨 가문
니와씨 가문
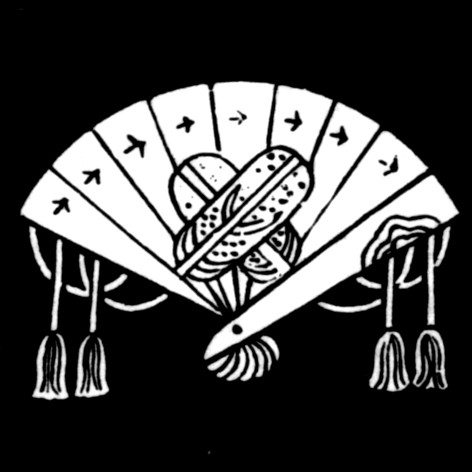
아키타씨 가문
소미씨 가문

메이지 시대 초기, 판적봉환 후인 1869년의 태정관령에 의해 무쓰국 남단 후쿠시마현에 해당하는 지역은 무쓰국에서 분리되어 서쪽이 이와시로국, 동쪽이 이와키국이 되었다. 이와시로국은 후쿠시마현 나카도리 지방의 중북부와 아이즈 지방, 이와키국은 후쿠시마현 나카도리 지방 남부와 후쿠시마현 하마도리 지방과 미야기현 남부(와타리군, 이구군, 가리타군)에 거의 해당한다.
1869년 7월 20일 후쿠시마번이 시게하라번으로 이봉되어 막부령이 되고 있던 다테군, 노부오군을 관할하기 위해 후쿠시마현(제1차)이 설치되어 아다치군의 니혼마쓰번령 37촌, 다테군의 막부령 42촌, 모리오카번령 8촌, 다나구라번령 4촌, 다나구라번령 2촌, 다테번령 2촌, 노부오군의 막부령, 노부오군의 막부령 4촌을 관할하게 되었다. 제1차 후쿠시마현은 후술할 니혼마쓰현(제2차)에 통합되어 불과 2년 만에 폐지되었다.
1871년 7월 폐번치현으로 전국에 다수의 현이 생긴 후, 같은 해 11월(음력)에 후쿠시마현에 해당하는 지역은 이와시로국의 아이즈 지방(구 아이즈번령인 에치고국 가마하라군의 일부[후히가시칸바라군]을 포함)이 와카마쓰현, 이와시로국과 이와시로국으로 이루어진 나카도리 지방이 니혼마쓰현이 되었다.
1876년 8월 21일에 후쿠시마현(제2차), 와카마쓰현, 이와마에현이 합병되어 후쿠시마현(제3차)이 성립되었다. 이때 이와마에현 북부(와타리군, 이구군, 가리타군)가 미야기현으로, 이와마에현 남부 일부가 이바라키현으로 이관되고 1886년에 히가시칸바라군이 니가타현으로 이관되었다. 이러한 변천은 마지막 히가시칸바라군 이관을 제외하고 1869년 번의 제도화 후 1871년의 폐번치현부터 1876년까지 행해졌다.
세월이 지난 아직까지도 보신 전쟁으로 인한 후유증이 남아있는지 야마구치현과는 자매결연을 맺지 않고 있는 상태이다. 2011년에는 세계 2번째 7등급 사고인 후쿠시마 원자력 발전소 사고가 발생했다.

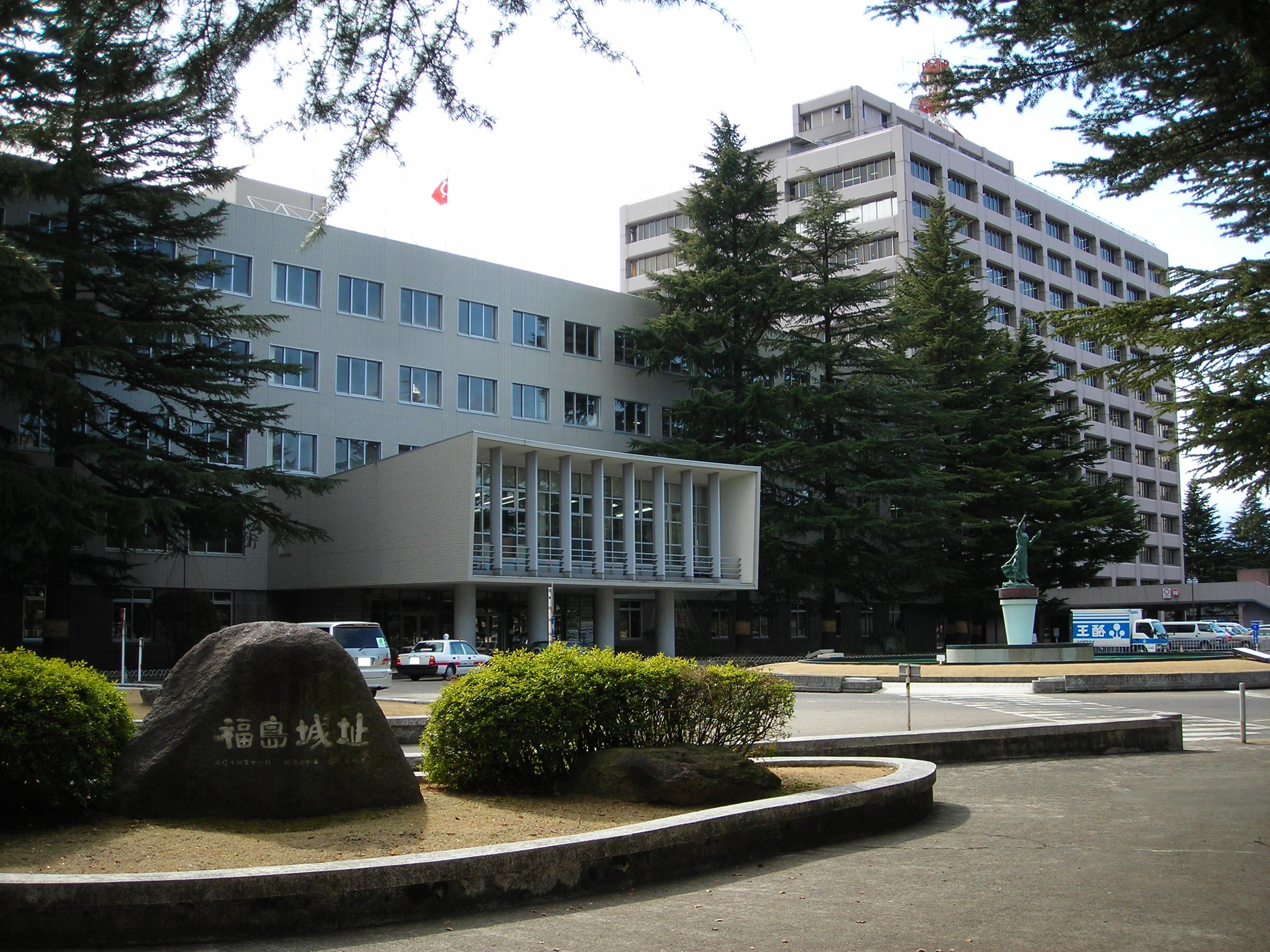
후쿠시마현청

## 인구
| 증가 10.0 % 이상 7.5 - 9.99 % 5.0 - 7.49 % 2.5 - 4.99 % 0.0 - 2.49 % | 감소 0.0 - 2.5 % 2.5 - 5.0 % 5.0 - 7.5 % 7.5 - 10.0 % 10.0 % 이상 |

후쿠시마현 시정촌 인구 증감률 분포도(2015년도와 2020년도 국세조사에서 산출)
증가
10.0 % 이상
7.5 - 9.99 %
5.0 - 7.49 %
2.5 - 4.99 %
0.0 - 2.49 %
감소
0.0 - 2.5 %
2.5 - 5.0 %
5.0 - 7.5 %
7.5 - 10.0 %
10.0 % 이상
값 없음(2015년 인구 0명)

1997년 213만 7406명을 기점으로 감소세로 돌입했다. 2019년 10월 1일 기준 추계인구는 184만 4,173명으로 전국 21위이다. 동일본 대지진의 여파로 특별재난지역을 선포한 이후 2011년, 2012년은 인구 감소율이 일본 최고를 기록했지만 2013년은 25위로 다소 주춤했다.
합계특수출산율이 1.53(2018년)이며, 이는 동일본에서 월등히 높다(이어서 야마가타현이 1.48). 다만 합계특수출산율이 높은 현은 규슈와 나카시코쿠 등 서일본에 집중되어 있으며, 전국적으로는 20위에 불과하다.
|                                                | |
| 후쿠시마현의 전국의 연령별 인구 분포（2005년） | 후쿠시마현의 연령·남녀별 인구 분포（2005년）                                                                           |
| ■자주색 ― 후쿠시마현 ■녹색 ― 일본전국          | ■파랑색 ― 남자 ■빨간색 ― 여자                                                                                          |
| · 후쿠시마현의 인구추이                        | |
| 일본 총무성 통계국 국세조사 결과               | |
|                                                | 기술적 문제로 인해 그래프를 일시적으로 사용할 수 없습니다. 파브리케이터와 미디어위키 위키에 더 자세한 정보가 있습니다. |

| 후쿠시마현 시의 인구, 인구밀도, 가주지 인구밀도(2005년) | 후쿠시마현 시의 인구, 인구밀도, 가주지 인구밀도(2005년) | 후쿠시마현 시의 인구, 인구밀도, 가주지 인구밀도(2005년) | 후쿠시마현 시의 인구, 인구밀도, 가주지 인구밀도(2005년) | 후쿠시마현 시의 인구, 인구밀도, 가주지 인구밀도(2005년) | 후쿠시마현 시의 인구, 인구밀도, 가주지 인구밀도(2005년) | 후쿠시마현 시의 인구, 인구밀도, 가주지 인구밀도(2005년) |
| 순위                                                    | 인구                                                    | 인구                                                    | 인구밀도                                                | 인구밀도                                                | 거주지 인구밀도                                         | 거주지 인구밀도                                         |
| ------------------------------------------------------- | ------------------------------------------------------- | ------------------------------------------------------- | ------------------------------------------------------- | ------------------------------------------------------- | ------------------------------------------------------- | ------------------------------------------------------- |
| 1위                                                     | 이와키시                                                | 354,492명                                               | 고리야마시                                              | 447명/km2                                               | 후쿠시마시                                              | 1,079명/km2                                             |
| 2위                                                     | 고리야마시                                              | 338,834명                                               | 후쿠시마시                                              | 387명/km2                                               | 이와키시                                                | 1,035명/km2                                             |
| 3위                                                     | 후쿠시마시                                              | 297,357명                                               | （모토야마시）                                          | 356명/km2                                               | 고리야마시                                              | 1,012명/km2                                             |
| 4위                                                     | （아이즈와카마쓰시）                                    | 131,389명                                               | （아이즈와카마쓰시）                                    | 343명/km2                                               | （아이즈와카마쓰시）                                    | 887명/km2                                               |
| 5위                                                     | 스키가와시                                              | 80,364명                                                | 스키가와시                                              | 288명/km2                                               | （다테시）                                              | 524명/km2                                               |

| 연도  | 인구      | ±% p.a. |
| ----- | --------- | ------- |
| 1880  | 808,937   | —       |
| 1890  | 952,489   | +1.65%  |
| 1903  | 1,175,224 | +1.63%  |
| 1913  | 1,303,501 | +1.04%  |
| 1920  | 1,362,750 | +0.64%  |
| 1925  | 1,437,596 | +1.08%  |
| 1930  | 1,508,150 | +0.96%  |
| 1935  | 1,581,563 | +0.96%  |
| 1940  | 1,625,521 | +0.55%  |
| 1945  | 1,957,356 | +3.79%  |
| 1950  | 2,062,394 | +1.05%  |
| 1955  | 2,095,237 | +0.32%  |
| 1960  | 2,051,137 | −0.42%  |
| 1965  | 1,983,754 | −0.67%  |
| 1970  | 1,946,077 | −0.38%  |
| 1975  | 1,970,616 | +0.25%  |
| 1980  | 2,035,272 | +0.65%  |
| 1985  | 2,080,304 | +0.44%  |
| 1990  | 2,104,058 | +0.23%  |
| 1995  | 2,133,592 | +0.28%  |
| 2000  | 2,126,935 | −0.06%  |
| 2005  | 2,091,319 | −0.34%  |
| 2010  | 2,029,064 | −0.60%  |
| 2015  | 1,914,039 | −1.16%  |
| 2020  | 1,833,152 | −0.86%  |
| 출처: |           |         |

## 경제
전통적으로 어업과 해산물이 특징인 해안 지역이고 최근에는 전자 산업, 특히 원자력 발전으로 유명하다. 내륙은 농업이 주산업이다. 후쿠시마시를 중심으로 소프트웨어와 전자 산업이 발달하고 있다.

## 교통

### 공항
- 후쿠시마 공항이 있으며, 오사카 등 국내 도시와 상하이, 서울 등의 외국 도시와 연결된다.

### 철도
- 동일본 여객철도
  - 도호쿠 신칸센
  - 야마가타 신칸센
  - 도호쿠 본선
  - 오우 본선(야마가타선)
  - 조반선
  - 반에쓰사이선
  - 반에쓰토선
  - 다다미선
  - 스이군선
- 일본화물철도
  - 후쿠시마 임해철도
- 후쿠시마 교통
  - 이자카선

고속도로
- 도호쿠 자동차도
- 반에쓰 자동차도
- 조반 자동차도
- 도호쿠 주오 자동차도
- 아부쿠마 공원도로

국도
| - 국도 제4호선 - 국도 제13호선 - 국도 제49호선 - 국도 제113호선 | - 국도 제114호선 - 국도 제115호선 - 국도 제118호선 - 국도 제121호선 - 국도 제252호선 | - 국도 제288호선 - 국도 제289호선 - 국도 제294호선 - 국도 제352호선 - 국도 제349호선 | - 국도 제399호선 - 국도 제400호선 - 국도 제401호선 - 국도 제459호선 |

## 관광
아이즈와카마쓰는 보신 전쟁 때의 중요한 장소로 19명의 백호대 일원들이 할복 자살한 곳이다. 이들의 무덤인 리모리산은 인기 있는 관광지이다. 반다이아사히 국립공원의 반다이산은 1888년에 분화해 커다란 분화구와 수많은 호수가 있다. 이 지역은 등산객과 스키를 타는 사람들에게 인기 있는 곳이다.

## 2011년 대지진과 원자력 사고
오나가와(미야기현)과 가시마(이바라키현)의 근해를 진원지로 하여 2011년 3월 11일 동일본 대지진이 발생하면서 쓰나미로 인한 피해가 발생하였고 현내 오쿠마에 위치한 후쿠시마 제1 원자력 발전소에서는 원전 사고가 발생하였다. 1호기와 3호기는 폭발로 인해 원자로 시설이 완파되었으며 2호기와 4호기도 폭발과 화재로 인해 상당한 손상을 입었다. 일본 정부에서는 후쿠시마 제1원전 인근 20 km 내 주민들에게는 피난령을, 20~30 km 내 주민들에게는 자발적 피난령을 권고한 상태다. 일본 정부의 발표에 따르면 원전의 상황이 매우 유동적으로 흘러가고 있는 만큼 사태가 악화될 경우를 가정하여 추가 피난령을 권고할 수도 있다는 의사를 피력했다.
이미 해외 각국에서는 후쿠시마 원전 사고가 미국 역대 최악의 원전사고로 꼽히는 스리마일섬 원자력 발전소 사고의 피해 규모를 훨씬 뛰어넘었다는 분석을 내놓은 바 있다. 일본 정부와 도쿄 전력의 미숙한 대응으로 인해 사태는 악화일로로 치달았고 결국 4월 12일, 일본 경제산업성 산하 원자력안전보안원은 후쿠시마 원전 사고의 등급을 최고단계인 7단계(국제 원자력 사고 척도에 따른)로 격상하였다.(4월 12일 현재 일본 원자력안전 보안원에 따르면 체르노빌의 1/10정도 수준이지만 방사능 누출을 우려 이렇게 상향 되었다고 한다.) 최근 들어 규모 6 이상의 여진이 후쿠시마현에 직, 간접적으로 영향을 주고 있는 데다가 아직까지도 일본 정부와 도쿄 전력은 사태의 근본적인 해결을 위한 뚜렷한 대책을 찾지 못하고 있어 방사능 누출로 인한 피해는 앞으로 더욱 커질 것으로 전망된다.
일본 정부는 2016년 1월 28일로 50밀리시버트 이상 오염지역[[[오쿠마정]], 후타바정(원래 이름: 나가쓰카정), 도미오카정, 나미에정, 가쓰라오촌, 이타테촌, 미나미소마시(원래 이름: 하라노마치시) 일부 지역.] 에 대한 제염작업을 포기하여 후쿠시마 제1 원자력 발전소에서 20 km 내에는 구 소련의 체르노빌 원자력 발전소 인근과 마찬가지로 "죽은 땅"이 되어 버렸다.
이렇게 되면서 오쿠마에서의 후쿠시마 원자력 사고는 폭심지에서 20 km에 위치한 하라노마치(북쪽)와 히로노 (남쪽)에 출입금지 지역의 관문이 세워졌다. 이 결과 하마도리에서 원자력 사고의 "외부인"은 나카무라(소마시) 이북과 타이라(이와키시) 이남에 한정되었다.
또한 2016년 12월 기준으로 나카도리도 후쿠시마시와 니혼마쓰와 고리야마 등에서는 방사선 양이 높고, 특히 후쿠시마시는 이타테과 같은 높은 방사선 양이 관측되고 있다. 이는 후쿠시마 제1 원자력 발전소에서 바람이 "북서 방향"으로 불고 있기 때문이다. 한편 하마도리에서도 나카무라와 타이라에서는 방사선 양이 나카도리 북부보다 훨씬 낮은 상태이다. 마찬가지로 아이즈 지구는 산지를 두 번 사이에 두고 있기 때문에 방사선 량은 나카무라 이북과 타이라 이남보다 적다.